# ブリテンズ・ゴット・タレント
ブリテンズ・ゴット・タレント（英: Britain's Got Talent、略称BGT）は、イギリスのテレビ局ITVで放送されている公開オーディション番組。

## 概要
優勝者にはロイヤル・バラエティー・パフォーマンスの出演権利と賞金25万ポンドが授与される。本番組は2025年まで契約を更新している。

## 選考方法

### プロデューサーによるオーディション（Producers' auditions）
全英各地でプロデューサーが分担して行う一般選考で、放送には含まれない。ここで合格した参加者たちが、観客を入れた舞台上で行われる番組審査に参加できる。オーディションという体裁を保ってはいるものの、実際にはここで落とされることはほとんどない。

### 審査員によるオーディション（Judges' auditions）
全英各地の会場で観客を入れて行われる。1シーズンの初回から数回はこの模様が放送される。審査は2011年までは3人、2012年以降は4人の著名な審査員により行われ、演技終了後に審査員から過半数の「YES（合格）」を得ると次の段階に進むことができる。ただし審査員1人につき赤いブザーが置かれており、ブザーを押すと舞台上部に設置されているXライトが赤く点灯。審査員全員のライトが点灯すると、その瞬間演技は途中で強制的に打ち切られ、失格となる。
オーディション終了後、審査員による非公開での審議が行なわれ、オーディション通過者の中から準決勝進出者が選ばれる。
ゴールデン・ブザー（Golden Buzzer）
シーズン8から導入された、審査員テーブルの中央に1つだけ置かれた金色のブザーボタン。これが押されるとステージの背景や照明が青を基調としたものから金色に変わり、金色の紙吹雪が舞う。これを押された参加者は審査員選考が免除され、即座に準決勝進出が確定するというシステムである。これは、審査員にとって印象に残った演技に対する最高評価をしたいという意思表明や、観客に称賛された参加者の象徴という意味合いがある。また、ゴールデン・ブザーを押せるのは各審査員と司会者が1シーズンにつき1度だけという決まりになっている。ただし、シーズン16（2023年）は特例が何度も起き、計8回も押される異例の事態となった。

### 生放送（Live shows）
準決勝以降は、いずれも生放送で行われる準決勝・決勝の2段階で優勝者を決定する。
準決勝では5グループに分かれて争い、各グループ2組ずつの計10組にワイルドカードを加えた11組が決勝に進出する。1回の放送で1グループずつの準決勝が行われる。準決勝以降の順位決定方法は、審査員ではなく視聴者による投票で行われる。審査員はオーディションと同様ブザーボタンを押すことができ、全員が押した場合は演技途中で強制終了となる。全員の演技終了後に視聴者投票を行い、その後結果発表を行う。得票数1位はその場で決勝進出決定。2位と3位は舞台上に残された後、審査員が1人ずつどちらかの出場者へ投票し、多くの票を獲得した方（同数の場合は視聴者投票2位）が決勝進出となる。
また、準決勝で3位以内に入ったものの敗退した出場者の中から、審査員がワイルドカードとなる出場者を選考し、選ばれた出場者は復活で決勝進出となる。過去には視聴者投票でワイルドカードを決定した回もある。
決勝では、準決勝で披露したものとは異なる、または強化した演技を行う。決勝も視聴者投票により優勝者を決定する。審査員はブザーボタンやコメントを行う程度で、投票には参加しない。

## 歴代シーズン
| シリーズ | 初回             | 最終回      | 優勝                    | 準優勝               | 司会          | 審査員 | ゲスト審査員                                               |                    |             |      |
| -------- | ---------------- | ----------- | ----------------------- | -------------------- | ------------- | --- | ---------------------------------------------------------- | ------------------ | ----------- | ---- |
| 1        | 2007年6月9日     | 6月17日     | ポール・ポッツ          | 該当なし             | アント&デック | サイモン・コーウェル アマンダ・ホールデン ピアーズ・モーガン                                                      | N/A                                                        |                    |             |      |
| 2        | 2008年4月12日    | 5月31日     | ジョージ・サンプソン    | Signature            | アント&デック | サイモン・コーウェル アマンダ・ホールデン ピアーズ・モーガン                                                      | N/A                                                        |                    |             |      |
| 3        | 2009年4月11日    | 5月30日     | ダイバーシティ          | スーザン・ボイル     | アント&デック | サイモン・コーウェル アマンダ・ホールデン ピアーズ・モーガン                                                      | ケリー・ブルック (マンチェスターオーディション)            |                    |             |      |
| 4        | 2010年4月17日    | 6月5日      | スペルバウンド          | ツイスト&パルス      | アント&デック | サイモン・コーウェル アマンダ・ホールデン ピアーズ・モーガン                                                      | ルイ・ウォルシュ (バーミンガムオーディション)              |                    |             |      |
| 5        | 2011年4月16日    | 6月4日      | ジャイ・マクドウォール  | ロナン・パーク       | アント&デック | アマンダ・ホールデン マイケル・マッキンタイア デビッド・ハッセルホフ サイモン・コーウェル（ライブショーのみ出演） | ルイ・ウォルシュ(ロンドンオーディション)                   |                    |             |      |
| 6        | 2012年3月24日    | 5月12日     | Ashleigh & Pudsey       | Jonathan & Charlotte | アント&デック | サイモン・コーウェル アマンダ・ホールデン アリーシャ・ディクソン デヴィッド・ウォリアムス                         | カルメン・エレクトラ (ロンドンオーディション)              |                    |             |      |
| 7        | 2013年4月13日    | 6月8日      | Attraction              | Jack Carroll         | アント&デック | サイモン・コーウェル アマンダ・ホールデン アリーシャ・ディクソン デヴィッド・ウォリアムス                         | N/A                                                        |                    |             |      |
| 8        | 2014年4月12日    | 6月7日      | Collabro                | Lucy Kay             | アント&デック | サイモン・コーウェル アマンダ・ホールデン アリーシャ・ディクソン デヴィッド・ウォリアムス                         | アント&デック（マンチェスターオーディション初日）          |                    |             |      |
| 9        | 2015年4月11日    | 5月31日     | Jules O'Dwyer & Matisse | Jamie Raven          | アント&デック | サイモン・コーウェル アマンダ・ホールデン アリーシャ・ディクソン デヴィッド・ウォリアムス                         | N/A                                                        |                    |             |      |
| 10       | 2016年4月9日     | 5月28日     | リチャード・ジョーンズ  | Wayne Woodward       | アント&デック | サイモン・コーウェル アマンダ・ホールデン アリーシャ・ディクソン デヴィッド・ウォリアムス                         | Kathleen Williams                                          |                    |             |      |
| 11       | 2017年4月15日    | 6月3日      | Tokio Myers             | Issy Simpson         | アント&デック | サイモン・コーウェル アマンダ・ホールデン アリーシャ・ディクソン デヴィッド・ウォリアムス                         | N/A                                                        |                    |             |      |
| 12       | 2018年4月14日    | 6月3日      | Lost Voice Guy          | Robert White         | アント&デック | サイモン・コーウェル アマンダ・ホールデン アリーシャ・ディクソン デヴィッド・ウォリアムス                         | N/A                                                        |                    |             |      |
| 13       | 2019年4月6日     | 6月2日      | Colin Thackery          | X (Marc Spelmann)    | アント&デック | サイモン・コーウェル アマンダ・ホールデン アリーシャ・ディクソン デヴィッド・ウォリアムス                         | N/A                                                        |                    |             |      |
| 14       | 2020年4月11日    | 10月10日    | Jon Courtenay           | Sign Along with Us   | アント&デック | サイモン・コーウェル アマンダ・ホールデン アリーシャ・ディクソン デヴィッド・ウォリアムス                         | Ashley Banjo（コーウェルの代役としてライブショーから参加） | Sign Along with Us | Steve Royle | 8.17 |
| 15       | 16 April 2022    | 5 June 2022 | Axel Blake              | Jamie Leahey         | アント&デック | サイモン・コーウェル アマンダ・ホールデン アリーシャ・ディクソン デヴィッド・ウォリアムス                         | Tom Ball                                                   | 6.36               |             |      |
| 16       | 15 April 2023    | 4 June 2023 | Viggo Venn              | Lillianna Clifton    | アント&デック | サイモン・コーウェル アマンダ・ホールデン アリーシャ・ディクソン ブルーノ・トニオーリ                             | Cillian O’Connor                                           | TBA                |             |      |
| 17       | 4月20日          | 6月2日      | Sydnie Christmas        | Jack Rhodes          | アント&デック | サイモン・コーウェル アマンダ・ホールデン アリーシャ・ディクソン ブルーノ・トニオーリ                             |                                                            |                    |             |      |
| 18       | 22 February 2025 | 31 May 2025 | Harry Moulding          | The Blackouts        | アント&デック | サイモン・コーウェル アマンダ・ホールデン アリーシャ・ディクソン ブルーノ・トニオーリ                             |                                                            |                    |             |      |

Notes
1. ^ In addition to the cash prize, winners also earn the opportunity to perform at the Royal Variety Performance in the year they win.
2. ^ The results of this series' final did not declare who was in 2nd and 3rd place amongst the other finalists.
3. ^ The average viewing figures for the thirteenth series do not include roughly a quarter of those broadcast, as official sources did not disclose their figures following their broadcast.